# 館合村
館合村（たてあいむら）は秋田県平鹿郡にあった村。現在の横手市西部、雄物川右岸、雄物川町薄井および大雄の一部にあたる。

## 地理
- 河川：雄物川

## 歴史
- 1889年（明治22年）4月1日 - 町村制の施行により、薄井村、宮田村の区域をもって発足。
- 1955年（昭和30年）10月1日 - 薄井および宮田の一部が雄物川町、宮田の一部が大雄村に分割編入。同日館合村廃止。

## 村長
- 土田万助

## 交通

### 鉄道路線
- 羽後交通
  - 横荘線
    - 船沼駅 - 館合駅

## 著名出身者
- 土田荘助 (農場経営者)
- 土田万助 (大地主)